# Попельницька Олена Олексіївна
Попельницька Олена Олексіївна (7 січня 1965, м. Київ) — український історик, фахівець з історичної топографії середньовічних міст України, зокрема Києва. Науковий співробітник Інституту історії України НАН України та Національного музею історії України.

## Життєпис
7 січня 1965 року в Києві. 1990 року закінчила історичний факультет Київського університету. 1982—1987 роки працювала архівістом Центрального державного архіву-музею літератури і мистецтва УРСР, 1987—1993 роки — молодший науковий співробітник Державного історичного музею УРСР, 1993—1995 — завідувачка експозиційного відділу Музею гетьманства у Києві, 1995—2001 роки — молодший, згодом старший науковий співробітник, завідувач сектора Національного музею історії України, з 2001 року — молодший науковий співробітник, науковий співробітник, старший науковий співробітник відділу спеціальних історичних дисциплін Інституту історії України НАН України. З 1999 року — пошукач Інституту археології НАН України. Кандидатська дисертація «Київський Поділ XVII—XVIII ст.» (2002, науковий керівник — Г. Ю. Івакін, захист в Інституті археології НАН України).
З 2016 року завідувач відділу Науково-видавничої діяльності Національного музею історії України.

## Праці

### Книги
- Загадкова Україна. Таємниці та легенди — К.: Арій, 2023.

### Монографії
- Історична топографія київського Подолу XVII — початку XIX. — К., 2003.

### Статті
- Балабухи, Григоровичі-Барські, Гудими, Киселівські та Рибальські: найбільші землевласники Київського Подолу XVII—XVIII ст. (топографічний та генеалогічний аспекти) // Спеціальні історичні дисципліни: питання теорії та методики. — К. : Інститут історії України НАН України, 2002. — № 9. — С. 56.
- Грецька колонія на Київському Подолі XVII—XVIII ст. // Історико-географічні дослідження в Україні. — К. : Інститут історії України НАН України, 2003. — № 6. — С. 78.
- Десятинна церква та її довкілля у XV—XVIII ст. за писемними, картографічними та археологічними джерелами (історико-топографічний нарис) // Спеціальні історичні дисципліни: питання теорії та методики. — К. : Інститут історії України НАН України, 2006. — № 13. — С. 4.
- Джерела до історії Київського Подолу XVII — XVIII ст. // Спеціальні історичні дисципліни: питання теорії та методики. — К. : Інститут історії України НАН України, 2001. — № 7. — С. 119.
- Західноєвропейські паломницькі медальйони ХІХ — початку ХХ ст. у нумізматичному зібранні Національного музею історії України // Спеціальні історичні дисципліни: питання теорії та методики. — К. : Інститут історії України НАН України, 2007. — № 14. — С. 396.
- Історична топографія київських Липок за картографічними та писемними джерелами XVIII — початку ХХ ст. // Історико-географічні дослідження в Україні. — К. : Інститут історії України НАН України, 2004. — № 7. — С. 1025.
- Історичний розвиток київського Подолу (XVII — початок XIX ст.) // Український історичний журнал. — Київ : Наукова думка, 2002. — № 3. — С. 119.
- Київський замок XIV—XVII ст. у світлі писемних та археологічних джерел // Історико-географічні дослідження в Україні. — К. : Інститут історії України НАН України, 2006. — № 9. — С. 80.
- Київський монастир Миколи Йорданського на планах ХІХ ст. // Історико-географічні дослідження в Україні. — К. : Інститут історії України НАН України, 2007. — № 10. — С. 107.
- Київський Поділ XVII—XVIII ст.: історіографічний аспект // Спеціальні історичні дисципліни: питання теорії та методики. — К. : Інститут історії України НАН України, 2002. — № 9. — С. 288.
- Локалізація «Біскупщини» та «Біскупського містечка» на планах Подолу 1695 та 1803 рр. // Історико-географічні дослідження в Україні. — К. : Інститут історії України НАН України, 2002. — № 5. — С. 196.
- М. Ф. Біляшівський — перший директор Національного музею історії України // Український історичний журнал. — К. : «Дієз-продукт», 2008. — № 2. — С. 118.
- Маєтності католицької церкви XVI—XVII ст. на Київському Подолі (за комплексом джерел СІД) // Спеціальні історичні дисципліни: питання теорії та методики. — К. : Інститут історії України НАН України, 2003. — № 10. — С. 32.
- Нащадки київської родини Туптало // Спеціальні історичні дисципліни: питання теорії та методики. — К. : Інститут історії України НАН України, 2007. — № 14. — С. 90–93.
- Нумізматично-речові скарби як історичне джерело (на прикладі скарбу XVI—XVII століття з села Старосілля) // Спеціальні історичні дисципліни: питання теорії та методики. — К. : Інститут історії України НАН України, 2004. — № 11. — С. 204.
- Писемні документи з історії Батурина кінця XVII — початку XVIII ст. у зібранні документів Національного музею історії України // Спеціальні історичні дисципліни: питання теорії та методики. — К. : Інститут історії України НАН України, 2011. — № 19. — С. 121.
- Писемні джерела кінця XVIII — першої чверті ХІХ ст. З історії церкви у с. Старостинці на Вінниччині // Історико-географічні дослідження в Україні. — К. : Інститут історії України НАН України, 2009. — № 11. — С. 85.
- План Києва 1638 р. як джерело з історичної топографії // Спеціальні історичні дисципліни: питання теорії та методики. — К. : Інститут історії України НАН України, 2005. — № 12. — С. 328.
- П'ять гетьманських резиденцій: Суботів, Чигирин, Батурин, Глухів, Козелець: інформація історичних джерел // Історико-географічні дослідження в Україні. — К. : Інститут історії України НАН України, 2005. — № 8. — С. 83.
- Стан вивчення в Україні спеціальної історичної дисципліни ставрографії: постановка проблеми // Український історичний журнал. — К. : Інститут історії України НАН України, 2009. — № 3. — С. 217.
- Універсали гетьмана Івана Мазепи у зібранні Національного музею історії України // Спеціальні історичні дістципліни: питання теорії та методики. — К. : Інститут історії України НАН України, 2010. — № 16. — С. 45.
- Штемпель Ржевуських з Підгорецького замку як геральдичне джерело // Спеціальні історичні дисципліни: питання теорії та методики. — К. : Інститут історії України НАН України, 2010. — № 17. — С. 148.